# The Harvey Girls
The Harvey Girls (Brasil: As Garçonetes de Harvey / Portugal: A Batalha do Pó de Arroz) é um filme norte-americano de 1946, do gênero faroeste musical, dirigido por George Sidney e estrelado por Judy Garland e John Hodiak.

## Notas sobre a produção

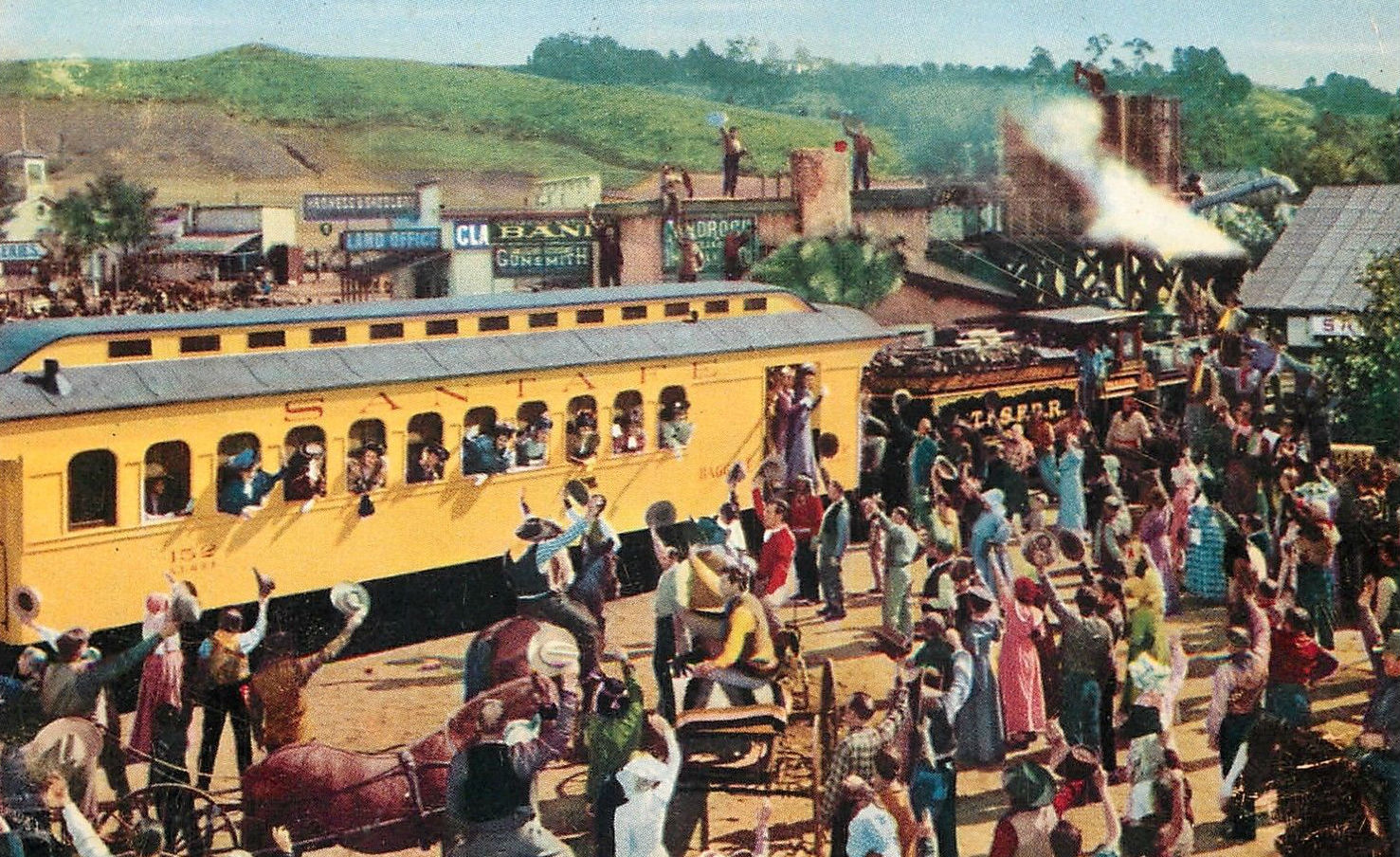
Cena do filme

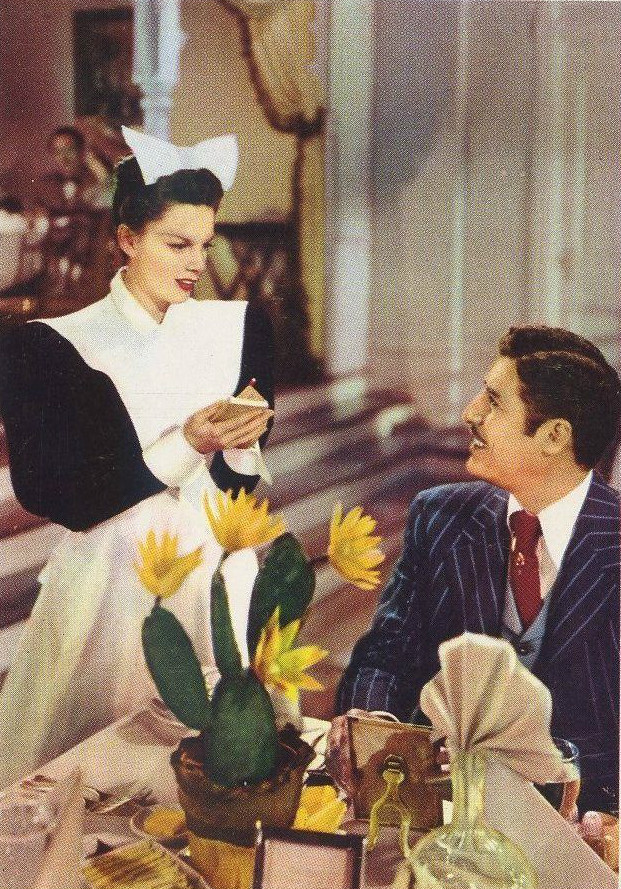
Judy Garland e John Hodiak em cena do filme

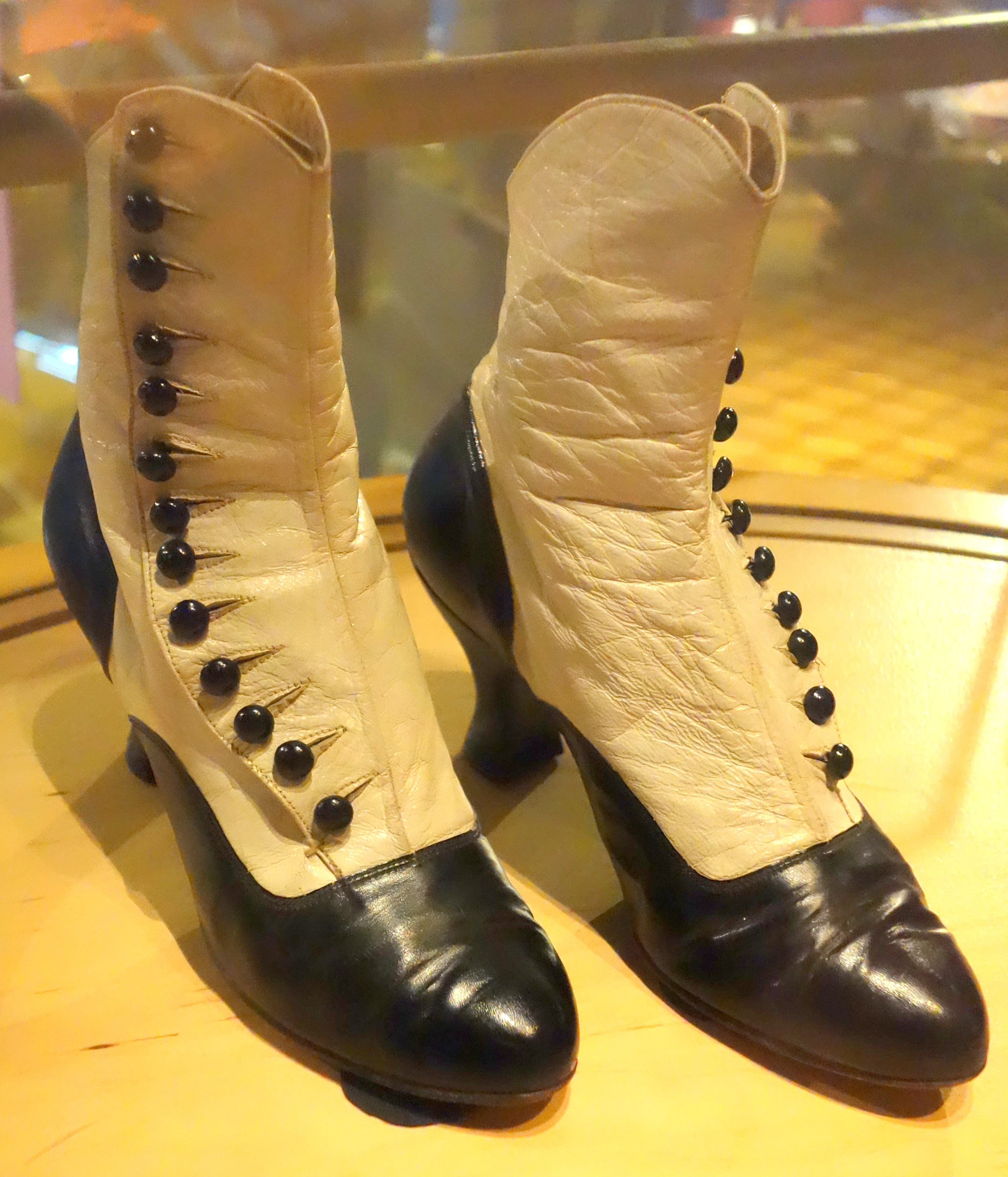
Botas usadas por Judy Garland no filme